# Ricardo Passano
Mario Ricardo Humberto Passano (Buenos Aires; 19 de abril de 1922 - Ituzaingó; 12 de diciembre de 2012), también conocido como Ricardo Passano, hijo, fue un actor de cine y teatro argentino, con más de setenta años de trayectoria. 
Compartió cartel con Hugo del Carril, Elías Alippi, Ángel Magaña, María Duval, Mirtha Legrand, Pepe Arias, Narciso Ibáñez Menta y  fue dirigido, entre otros, por Manuel Romero y Homero Manzi. Es especialmente recordado por la pareja que hizo con Lolita Torres en las películas Ritmo, sal y pimienta (1951) y La niña de fuego (1952).

## Carrera
Su abuelo fue actor y autor teatral en Montevideo. Su padre, Ricardo Segundo Passano, actor, caricaturista y director de teatro, fue uno de los fundadores del Teatro Independiente en la Argentina junto a Leonidas Barletta. Ricardo debutó junto a su padre y a sus hermanos, los actores Margot y Mario Passano, en la radio en 1934. También es sobrino de la actriz Elsa O'Connor. Nació en el barrio porteño de Caballito y a los siete años de edad la familia Passano se muda a la localidad de Ituzaingó. A los quince entra en la compañía teatral de Nora Cullen y Guillermo Battaglia.
Debuta en el cine en 1937. En 1942 protagoniza Juvenilia, sobre la novela homónima de Miguel Cané. En 1949, participa en la recordada El último payador, de Homero Manzi y Ralph Pappier. En 1950 estrena junto a Narciso Ibáñez Menta La muerte de un viajante interpretando el papel de Biff Loman.
Fue el primer actor que besó a Lolita Torres frente a las cámaras en la película Ritmo, sal y pimienta (1951). La escena fue rodada apresuradamente por el director, Carlos Torres Ríos, aprovechándose de la breve ausencia del padre de la actriz.
Tras una abrupta interrupción de su carrera en 1955, regresó al cine en 1966, aunque ya lo haría irregularmente. Se dedicó al teatro y a la docencia; junto a sus alumnos ofreció más de 550 festivales de teatro gratis a beneficio de distintas instituciones.
En 2006 publicó junto a su esposa el libro de poesía Como hojas (Editorial de los Cuatro Vientos) escrito por su hijo Ricardo Luis Passano fallecido el 11 de noviembre de 2001.
El 4 de abril de 2007 falleció su esposa, con quien estuvo casado desde 1950.
En marzo de 2008, Leonardo Favio lo convocó para participar de su nuevo proyecto, aun sin título. Años atrás, Passano había trabajado con Laura Favio, madre del realizador y escritora de radioteatros.

## Homenajes
Un teatro de la ciudad Buenos Aires fue llamado "Don Passano" en homenaje a su padre. Fue nombrado Ciudadano Ilustre de Morón. Recibió el premio "Pablo Podestá" de la Asociación Argentina de Actores.
El salón de actos de la Escuela N.º 1 de Ituzaingó y el teatro de la Sociedad de Fomento de Castelar llevan su nombre.

## Filmografía
- Nadie Inquietó Más - Narciso Ibáñez Menta (2009)
- Cuando ella saltó (2007)
- Cargo de conciencia (2005)
- El faro (1998)
- No seas cruel (inédita - 1996)
- Intimidades de una cualquiera (1974)
- Hipólito y Evita (1973)
- El deseo de vivir (1973)
- Titanes en el ring (1973)
- Autocine mon amour (1972)
- Me enamoré sin darme cuenta (1972)
- Mi hijo Ceferino Namuncurá (1972)
- Juan Manuel de Rosas (1972)
- Todos los pecados del mundo (1972)
- La sonrisa de mamá (1972)
- Bajo el signo de la patria (1971)
- Pimienta y Pimentón (1970)
- La frontera olvidada (1969)
- El hombre invisible ataca (1967)
- Días calientes (1966)
- El festín de Satanás (1955)
- El mal amor (1955)
- La niña de fuego (1952)
- Ritmo, sal y pimienta (1951)
- Bólidos de acero (1950)
- El último payador (1950)
- Esperanza (1949)
- Cumbres de hidalguía (1947)
- La senda oscura (1947)
- Las tres ratas (1946)
- Cuando en el cielo pasen lista (1945)
- Chiruca (1945)
- Se abre el abismo (1944)
- La guerra la gano yo (1943)
- Juvenilia (1943)
- Casi un sueño (1943)
- Noche de bodas (1942)
- Adolescencia (1942)
- El mejor papá del mundo (1941)
- La muchacha del circo (1937)